# 銀河 (香港)
銀河（英文：Silver River），又名梅窩河，是香港新界離島區梅窩境內最長的河流。

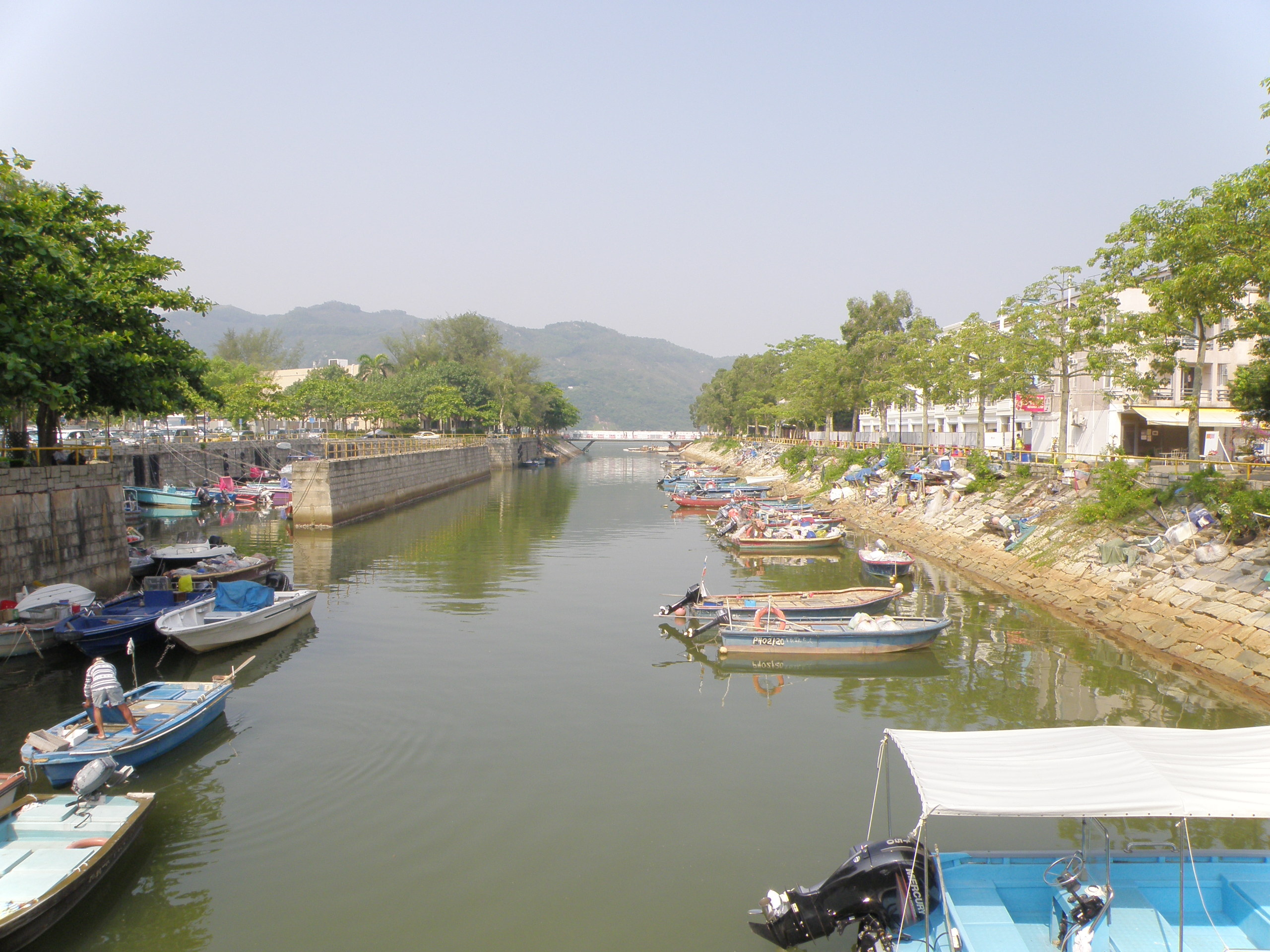
銀河下游近銀鑛灣

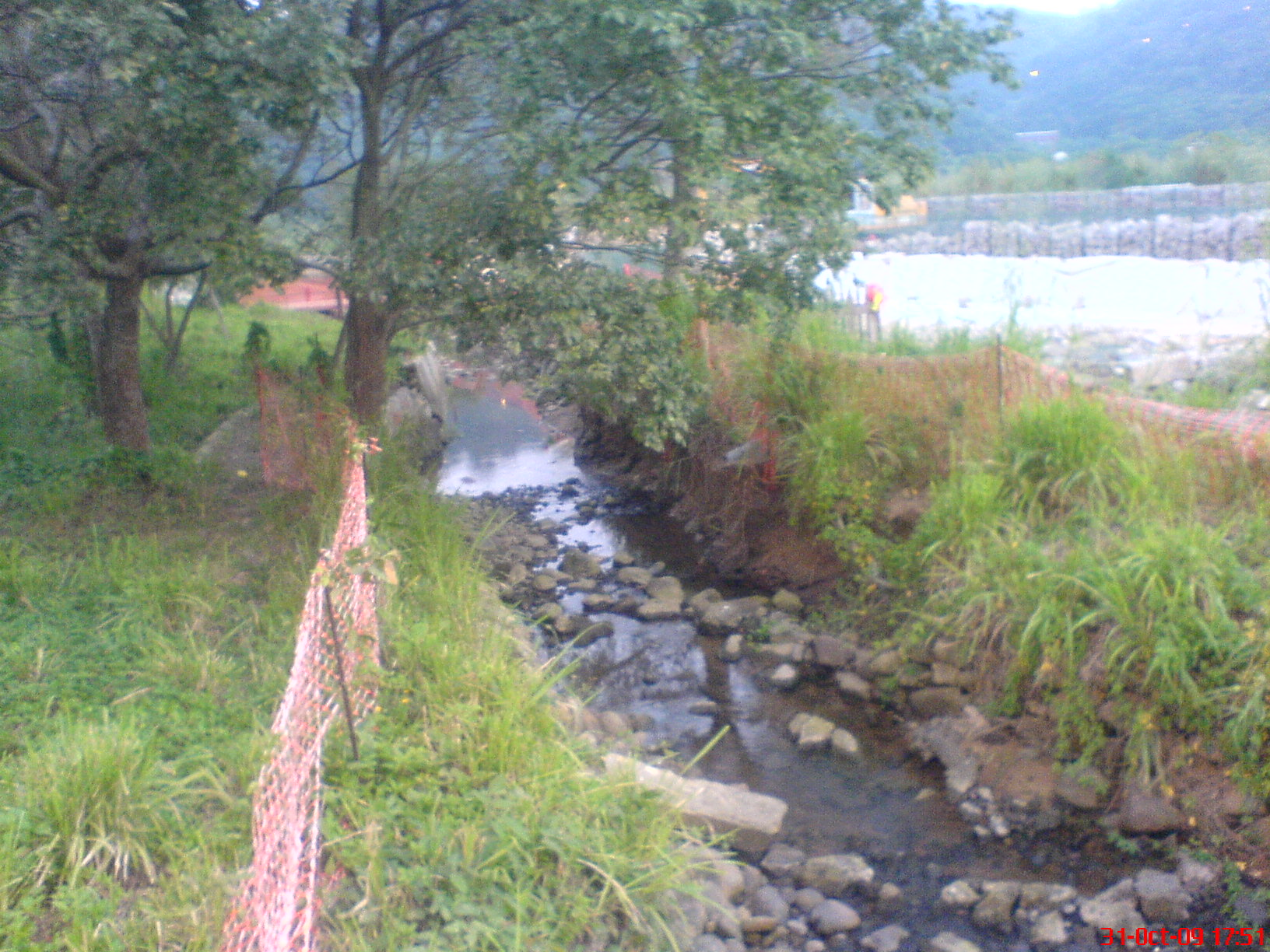
銀河中游，鹿地塘河支流（政府文件亦稱之為鹿地塘二河）。遠處正進行南大嶼山排水系統改善工程，建造排水管道和鋪設石塊。

銀河上游主要為一些未受影響的天然河段，而下游靠近銀河部分，大都曾經整治。

## 上游及中游
銀河上游包括蓮花山及二東山等三條山溪：由北至南，分別為白銀鄉河、大地塘河和鹿地塘河，均位於蝴蝶山自然保護區。其中鹿地河匯入銀河下游前，有一條支流，沿著洪氾平原流經鹿地塘村北面。銀礦瀑及銀礦洞就是白銀鄉河流流經的地方。

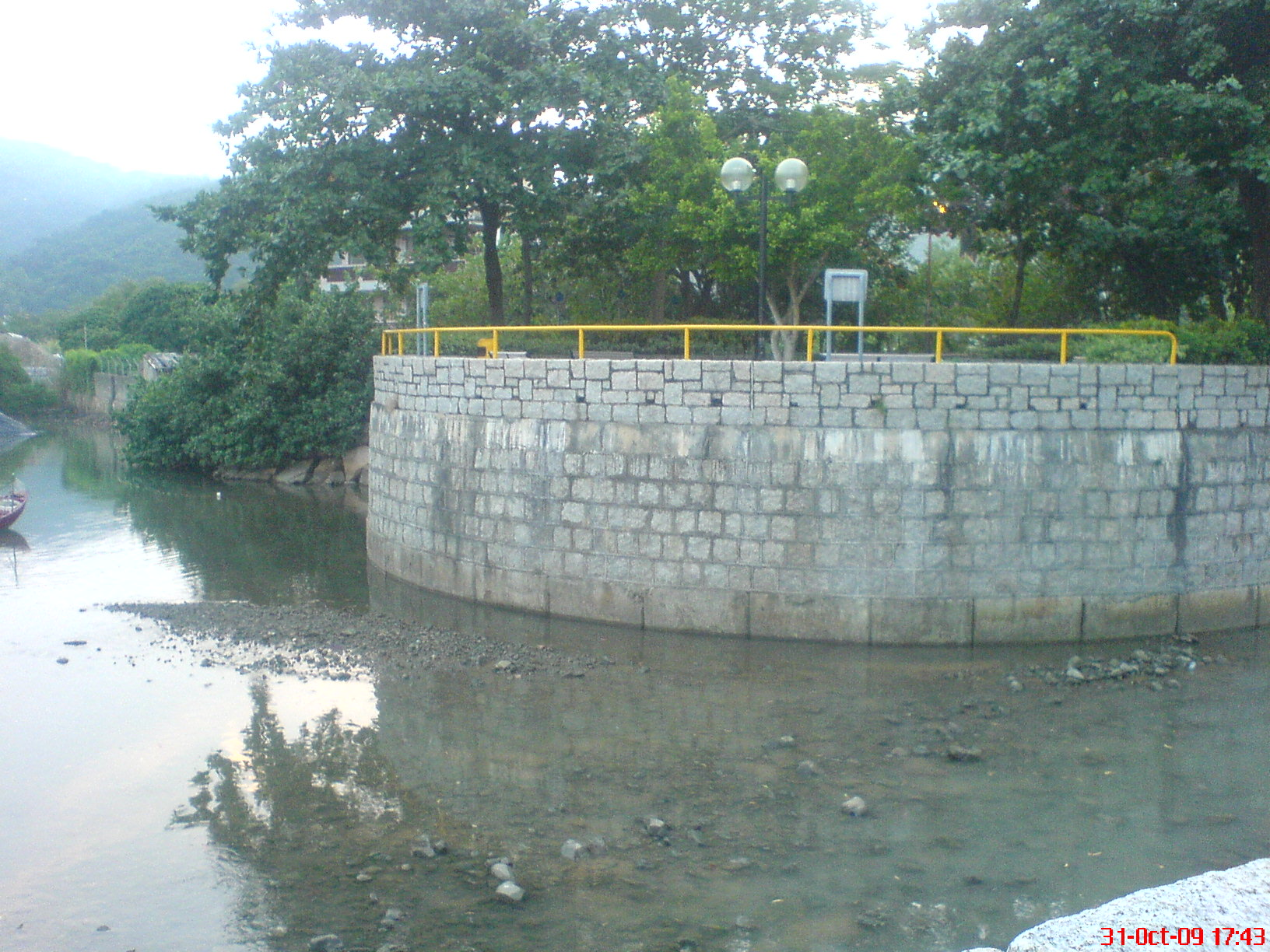
銀河中下游，近舊更樓處，右方為大地塘河，左方為鹿地塘河。

白銀鄉河為一條半天然河流（於上游部分地方有人工河堤保護），而大地塘河及鹿地塘河是天然河流，其中鹿地塘河部分河水倒流至沼澤。銀河的主要水量由白銀鄉河和鹿地塘河提供。

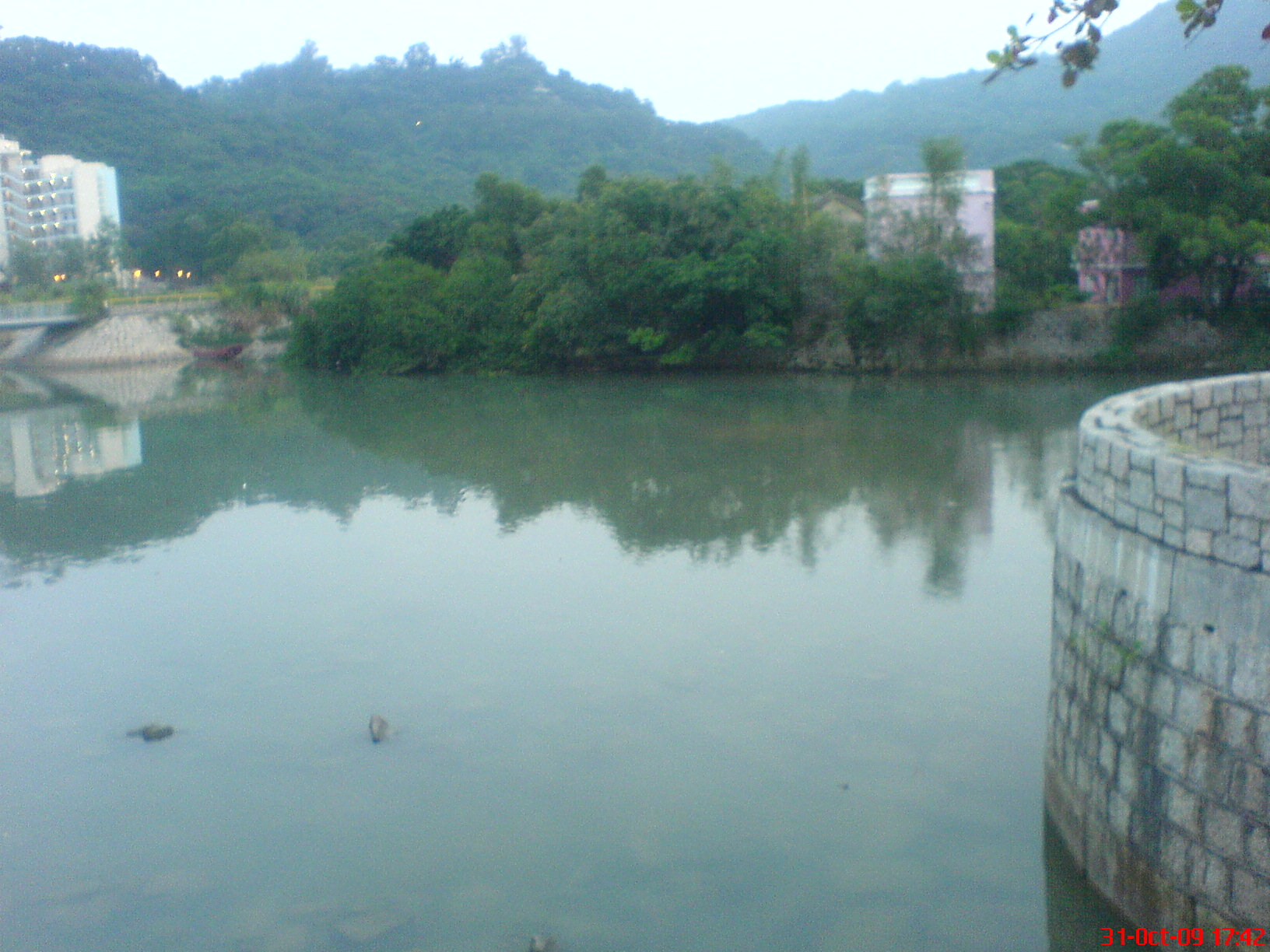
銀河中下游，近舊更樓處，白銀鄉河、大地塘河和鹿地塘河匯合之處。左上方為銀灣邨。

數條支流流經茅園、南山、鹿地塘、大地塘、麻布村，在梅窩舊更樓和嶺咀頭一帶匯合一起。

### 排水系統改善工程
政府於2002年開始草擬南大嶼山排水系統改善工程，消除銀河及其支流於雨季為梅窩帶來的水浸威脅。

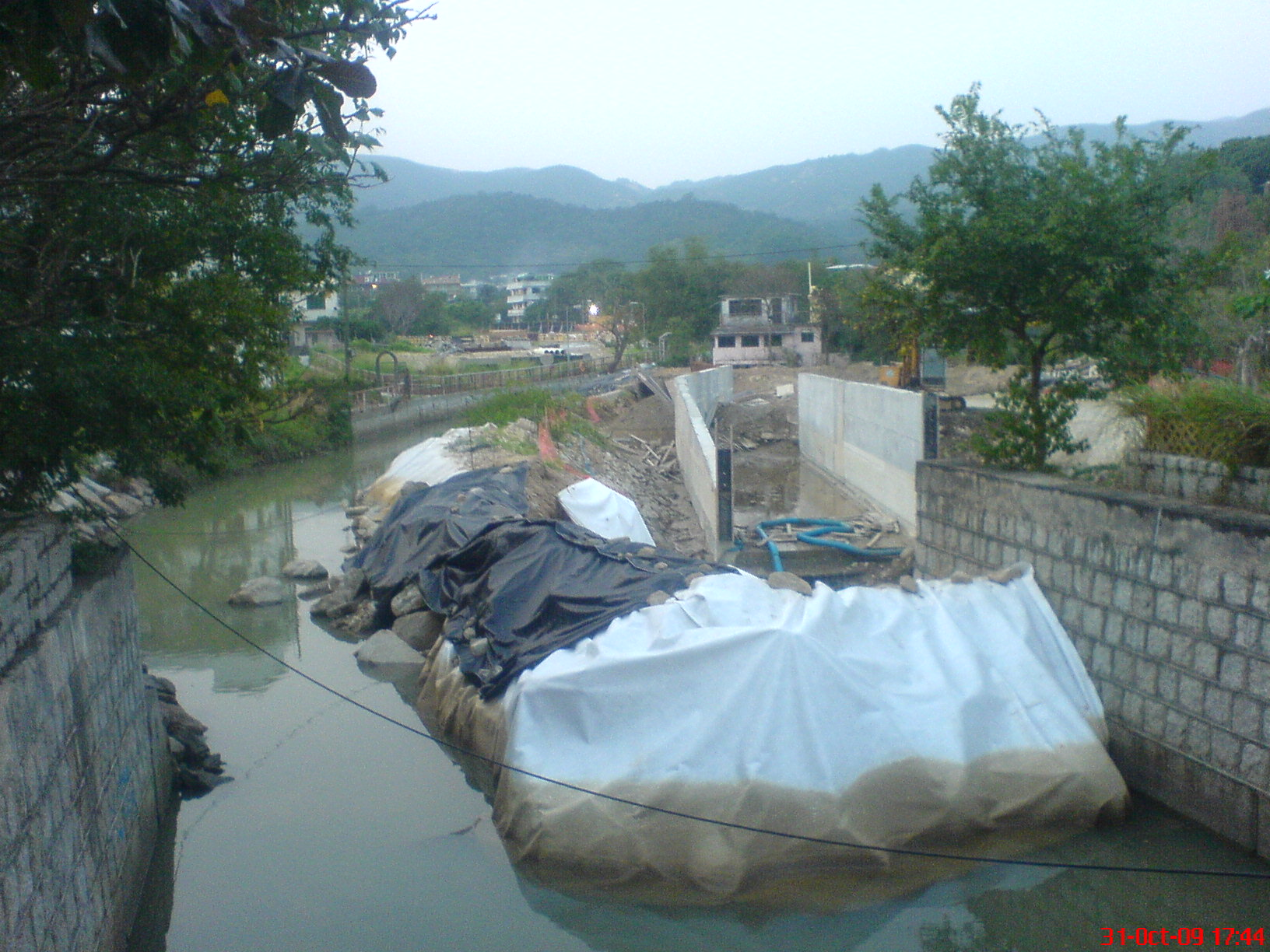
香港政府於白銀鄉河進行的南大嶼山排水系統改善工程，至2009年10月仍在進行中，期間不少小路被封閉。

排水系統改善工程在2006年6月開始施工，並預料於2009年6月完工。

## 下游

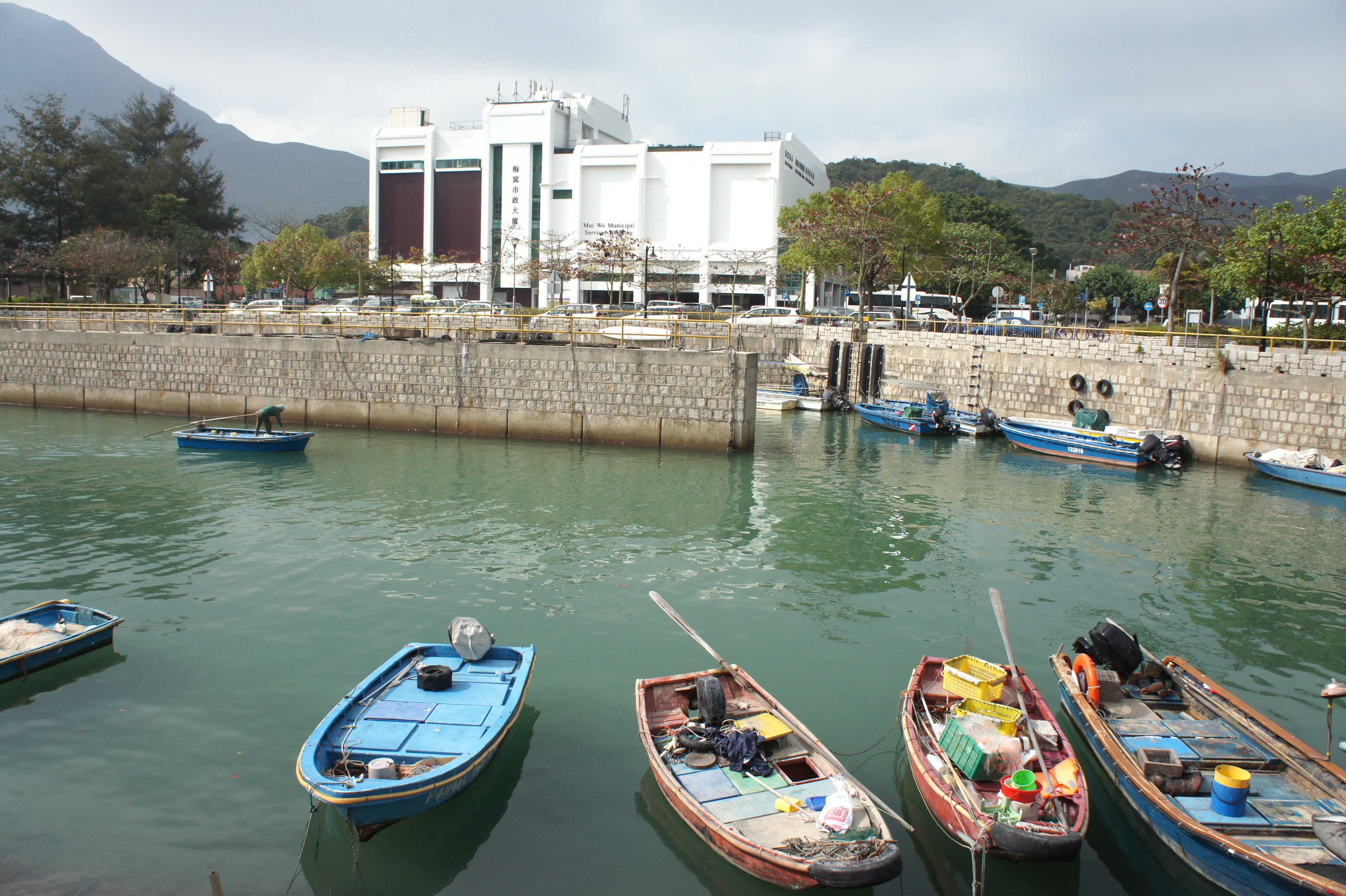
銀河下游，後方建築物為梅窩市政大廈。

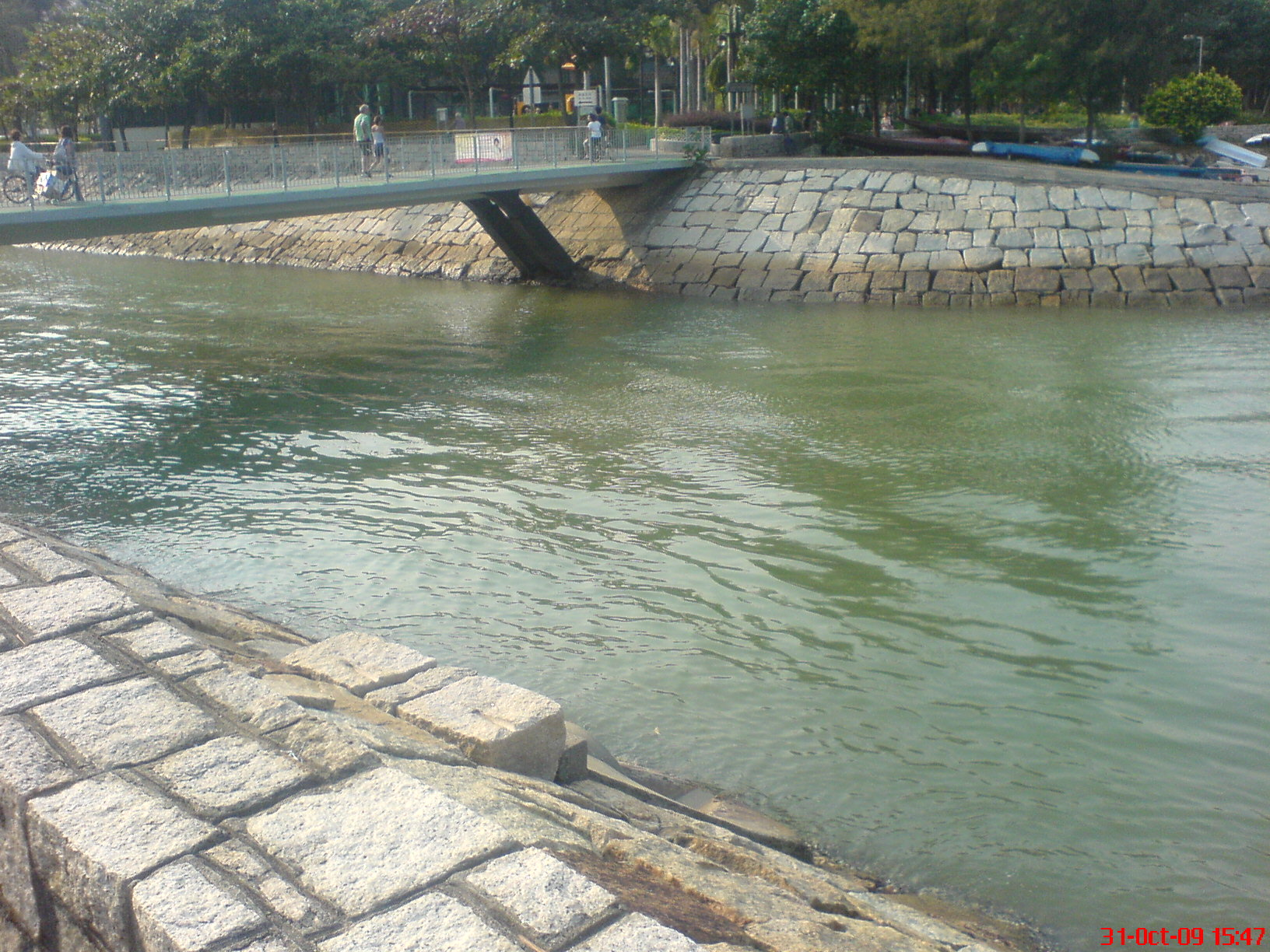
銀河下游出海口(近梅窩政府合署)

流經銀灣邨、銀景中心、梅窩政府合署，最後在銀濤軒和梅窩護老院一帶流入銀鑛灣。根據香港政府資料，銀河在2003年的水質指數為「極佳」。